# أبو جوليا
محمد اسبيتة المعروف أيضًا باسم أبو جوليا، هو طاهٍ فلسطيني ونجم مواقع التواصل الاجتماعي. اشتهر بفيديوهات الطبخ الخاصة به، ووصفته الجزيرة بأنه "أشهر طاهٍ عربي على الفيسبوك".

## حياته
ولد محمد اسبيتة في غزة ، فلسطين، وعاش هناك بشكل متواصل حتى سن 27 عامًا. والده حداد، وعمل معه لمدة 12 عامًا تقريبًا. تعلم الطبخ في سن الثالثة عشرة، بمساعدة جدته، خلال فترة مرض والدته. حصل على درجة البكالوريوس في الأدب الإنجليزي، وعمل مترجمًا ومحررًا. انتقل إلى لندن في عام 2017 ليكون مع زوجته، وهي طبيبة تكمل دراستها الطبية العليا في المملكة المتحدة. خلال فترة وجوده في لندن، عمل مترجمًا، على الرغم من أن اهتمامه بالطبخ دفعه للعمل في أحد مطاعم جيمي أوليفر لمدة عام ونصف.

## المهنة عبر الإنترنت
نشر اسبيتة أول فيديو له تحت اسم مستعار أبو جوليا على الفيسبوك في 17 أغسطس 2020. يصف تحرير الفيديو بأنه مهارة تعلمها خلال الإغلاق الأول بسبب كوفيد-19 في المملكة المتحدة. قبل ذلك، وصف تجربته مع مقاطع فيديو قصيرة مسجلة بالهاتف على حساب شخصي.
تُظهر العديد من مقاطع الفيديو الخاصة به أطباقًا من مختلف أنحاء العالم العربي، مع التركيز بشكل خاص على المطبخ الشامي، على الرغم من أنه يطبخ أيضًا مجموعة من الأطباق الأوروبية والآسيوية. قال إنه تم تشجيعه في البداية على التركيز على المطبخ الفلسطيني، لكنه قرر خلاف ذلك من أجل توسيع جمهوره، قائلاً إن أكبر دعاية للطهاة الفلسطينيين ستكون حصوله على الشهرة من خلال طهي مجموعة متنوعة من الأطعمة. قد ناقش التوتر بين الحفاظ على الوصفات والتقنيات التقليدية وتكييف الإصدارات الجديدة، وخاصة فيما يتعلق بمرضى الحساسية والأشخاص الذين يعيشون في الشتات دون الوصول إلى المكونات التقليدية.
إن أتباع اسبيتة هم من مختلف أنحاء العالم، حيث أن العدد الأكبر منهم من مصر والأردن وفلسطين والعراق، ومعظمهم من النساء. قد أجريت معه مقابلات ونشرت عنه تقارير على نطاق واسع من منصات الإعلام الناطقة باللغة العربية، بما في ذلك الجزيرة، سكاي نيوز عربية، القدس العربي، عمان تي في، العربية والمملكة. اشتهر باستخدام عبارة "حبايبنا اللزم" في فيديوهاته، وهو مصطلح يدل على التحبب والمودة باللهجة الغزية، وأسلوب مرح وعفوي. ويتحدث أيضًا كثيرًا عن الظروف المعيشية في غزة ودعم القضية الفلسطينية باعتباره عضوًا بارزًا في الشتات.
في أكتوبر 2021، عمل اسبيتة مع برنامج الغذاء العالمي للترويج لعمله في فلسطين.